# Gabriel Mmole
Gabriel Mmole (ur. 1939 w Nangoo, zm. 15 maja 2019) – tanzański duchowny rzymskokatolicki, w latach 1988-2015 biskup Mtwara.

## Życiorys
Święcenia kapłańskie przyjął 14 października 1971. 12 marca 1988 został prekonizowany biskupem Mtwara. Sakrę biskupią otrzymał 25 maja 1988. 15 października 2015 przeszedł na emeryturę.